# 619
سنة 619م كانت سنة بسيطة تبدأ يوم الإثنين (الرابط يظهر نموذج التقويم الكامل للسنة) من التقويم اليولياني. بدأت تسمية السنة 619 منذ العصور الوسطى المبكرة، عندما أصبح تقويم أنو دوميني هو الأسلوب السائد في أوروبا لتسمية السنوات.

## أحداث
فك الحصار عن بني هاشم الذي دام ثلاثة اعوام

## مواليد
- عبد الله بن عباس، صحابي مشهور، وابن عم النبي محمد.

## وفيات
- أبو طالب بن عبد المطلب، عم النبي محمد.
- خديجة بنت خويلد.
- رادبود، ملك الفريزيين.